# Tramlijn Eindhoven - Heeze
De tramlijn Eindhoven - Heeze is een voormalige tramlijn van Eindhoven via Geldrop naar Heeze. De tramlijn werd op 11 november 1888 geopend en geëxploiteerd door de Tramweg-Maatschappij Eindhoven Geldrop (TEG) als een paardentram.
Aanvankelijk liep de lijn tot Geldrop. Vanaf 1906 is de lijn geëxploiteerd als stoomtramlijn en vanaf 22 juli 1907 verlengd naar Heeze. De extra lijn van Geldrop naar Heeze liep grotendeels over een eigen baan tussen de weg Geldrop-Heeze en de Kleine Dommel. Het eindpunt lag eerst bij de oprijlaan van Kasteel Heeze, maar werd op 1 oktober 1910 verlengd tot de R.K. Kerk. De dienst werd uitgevoerd door een paardentram. Tussen 23 juli en 1 oktober 1911 reden op zon- en feestdagen ook stoomtrams op het traject. Door de opening van de spoorlijn Eindhoven-Weert in 1913 liep het vervoer terug, maar de dienst eindigde pas op 1 juli 1921. In 1922 werd de lijn opgebroken. Op enkele plaatsen zijn nog overblijfselen van de oude trambaan te zien.
De rest van de lijn bleef tot 15 mei 1935 in gebruik voor personenvervoer en tot 1936 voor goederenvervoer. Daarna werden de tramrails opgebroken.